# Coelorinchus tokiensis
Coelorinchus tokiensis är en fiskart som först beskrevs av Franz Steindachner och Ludwig Döderlein, 1887.  Coelorinchus tokiensis ingår i släktet Coelorinchus och familjen skolästfiskar. Inga underarter finns listade i Catalogue of Life.